# Guadalajara, Tây Ban Nha
Guadalajara là một đô thị trong tỉnh Guadalajara, Castile-La Mancha, Tây Ban Nha. Đây là thủ phủ của tỉnh Guadalajara. Dân số 75.493 người (2006).

## Thành phố kết nghĩa
- Guadalajara, México
- Guadalajara, Colombia
- Livorno, Ý
- Nitra, Slovakia
- Nuneaton và Bedworth, Vương quốc Anh
- Parma, Ý
- Roanne, Pháp